# Palacio Tajes
El Palacio Tajes  es un histórico palacio y quinta que fuera residencia del General Máximo Tajes. La misma se encuentra ubicada en el Parador Tajes, en la localidad de Los Cerrillos, del departamento de Canelones.

## Historia
La propiedad comienza con la Merced Real (gracia otorgada por su Majestad el Rey de España e Indias, por intermedio de los Altos Dignatarios de la Corona en América). La misma fue realizada a favor de Don Antonio Figueroa por el Gobernado de Montevideo, Brigadier de los Reales Ejércitos, Don Joaquín del Pino, en los años 1713 y 1774.
A poco tiempo de recibir la propiedad se fracciona parte de la misma y vende a Don Pedro Montes de Oca el 7 de julio de 1773.
Los herederos de Don Pedro Montes de Oca venden las tierras a Don Cristóbal Alamo, quien registra la propiedad como "una suerte de estancia", ante el Alcalde Ordinario de Primer Voto, Don Antonio Guzman.
Josefa Alamo, única hija de Don Cristóbal y Micaela González, contrae matrimonio con Don Joaquín Suárez en mayo de 1806, y adquieren toda la Estancia con campos de Los Cerrillos.
Uno de los hijos del matrimonio Suárez -Alamo es quien hereda , Bernardo Suárez Alamo y al fallecer Jose Suárez su hijo lo hereda y vende a su hermano Joaquín Suárez la propiedad .
El teniente general Máximo Tajes, muy vinculado a Los Cerrillos, se contacta para comprar la propiedad quien además la amplia y tira abajo el viejo casco de estancia en forma de herradura de la época colonial de los Suárez- Alamo.
Adquiere la propiedad y en contacto con los ingenieros y constructores de la época manda a construir este casco de fuerte impronta italiana.

## Construcción
Fue un casco de Estancia, residencia del teniente general Máximo Tajes, presidente de la República durante 1886 y 1890, terminó de construirse en 1886, coincidiendo con el inicio del mandato presidencial. Para su construcción se utilizaron materiales traídos desde Italia y Gran Bretaña, así como también muchas de sus obras de arte que fueron realizadas en Uruguay. El palacio, de estilo italiano, tiene más de 2.500 m² edificados en dos plantas, un mirador de 16 metros que originalmente remataba en una cúpula transparente. Se encuentra enclavado en un parque forestado de 62 hectáreas en las orillas del río Santa Lucía. En 1909 Tajes vendió la propiedad a Arturo Heber Jackson; en los años 1950 fue convertido en un elegante bar y restaurante con salón de baile. Luego, en los años 1970, fue un establecimiento militar.
Descripción de la Planta.
La Casona fue construida bajo una notoria influencia europea, inspirada en las villas italiana.
Arredondo señala, " la euforia nacional olvidó por completo su ambiente y su origen hispánico. Se vieron construciones neo-góticas, renacimiento francés e italiano, villas romanas, estilos ingleses y franceses , hasta ponpeyanas(...), pero en mi opinión predomina en aquel los llamado cajón de satre, el gusto por las villas italianas, nobles, grandes, señoriales."
Su arquitectura se caracteriza por un núcleo central que deriva a la distribución simétrica de los espacios.
Está rodeada por una verja de hierro apoyada en un muro de sillares de piedra (traída de los cerros de las inmediaciones), adosadas con tierra romana. Esta verja al igual que toda la herrería de la Casona fueron realizadas en el Uruguay por Valentín Gianone, quien además realizó importantes obras de herrería artística en nuestro país.
Cuenta con tres entradas : lado oeste, este y norte., esta última esta custodiada a cada lado por lobos en actitud de vigilancia apoyados en dos robustos pilares.
Desde el año 2008 la quinta y todo el parque circundante, fueron catalogados como Monumento Histórico Nacional, no solo por el alto valor arquitectónico del mismo, sino también por haber sido testigo de muy ilustres propietarios, entre ellos el presidente Joaquín Suárez, María Josefa Álamo de Suárez y el teniente General Máximo Tajes, entre otros.
Desde octubre del 2011 la Casona es un Museo que abarca parte de la Historia Nacional así como también incursiona en temas de historia local.